# Ptilocichla leucogrammica
Ptilocichla leucogrammica е вид птица от семейство Pellorneidae. Видът е световно застрашен, със статут Уязвим.

## Разпространение
Видът е разпространен в Бруней, Индонезия и Малайзия.